# Тополь крупнозубчатый
Тополь крупнозубчатый (лат. Populus grandidentata) — вид лиственных деревьев рода Тополь семейства Ивовые (Salicaceae), происходящий из восточной части Северной Америки, естественный ареал лежит на территории США и Канады.

## Ботаническое описание
Листопадные двудомные деревья, достигающие 20 (35) м в высоту, с густой узкой кроной округлой формы. 
Кора у крупных старых деревьев бороздчатая тёмная серовато-коричневая, в остальных случаях светло-серая и гладкая.
Молодые побеги первоначально сероватого оттенка и шерстистые, позже оголяются и становятся блестящими, красновато-коричневыми.
Почки красноватые, опушенные (тусклые), явно не смолистые.

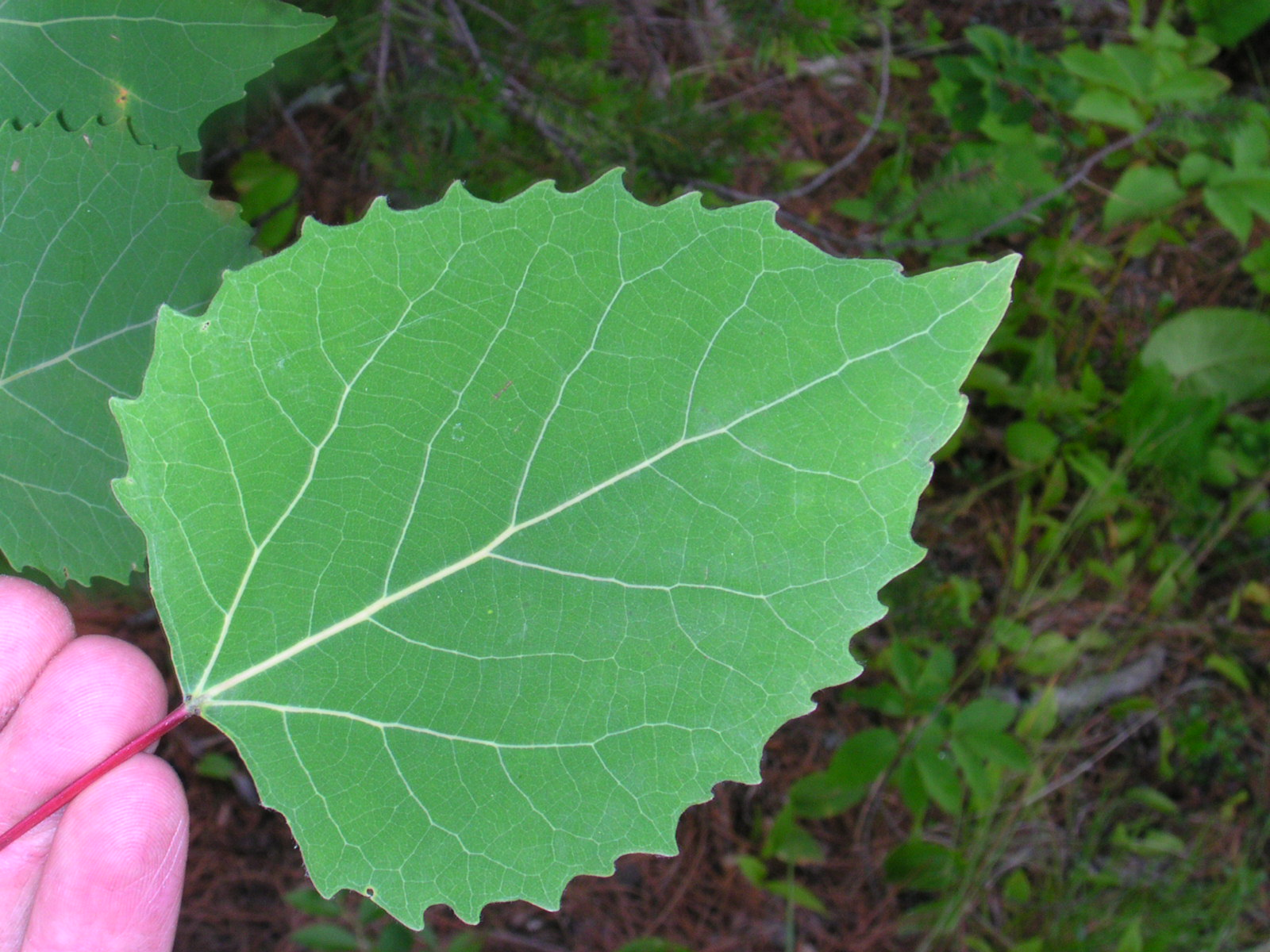
Лист

Черешки листьев сплющенные под прямым углом относительно плоскости листовой пластинки, длина черешка 1,5—6 (до 11) см, что составляет от 1/2 до 3/4 длины пластинки.
Форма листовых пластинок яйцевидная, средние размеры составляют 4—10 (до 27,5) см в длину и 3—8 (до 28,5) см в ширину. Основание листа  от широко-клиновидного до округлого, вершина — коротко заострённая.
Верхняя сторона лита тёмно-зеленая с желтоватыми жилками, голая, кожистая, нижняя сизоватая, зеленовато-белёсая.
Края листовой пластинки у листьев на длинных вегетативных побегах крупно-пильчатые, зубцов 5—12 (до 16) с каждой стороны (разновеликие, заострённые), выемки между зубцами глубиной от 0,3 до 4,5 или 6 мм.
Листья на коротких побегах имеют края на всем протяжении тонко городчато-пильчатые, зубцов в количестве от 5—15 до 50—138 с каждой стороны, выемки между зубчиками от 0,8 до 1,5 или 2,5 мм глубиной.

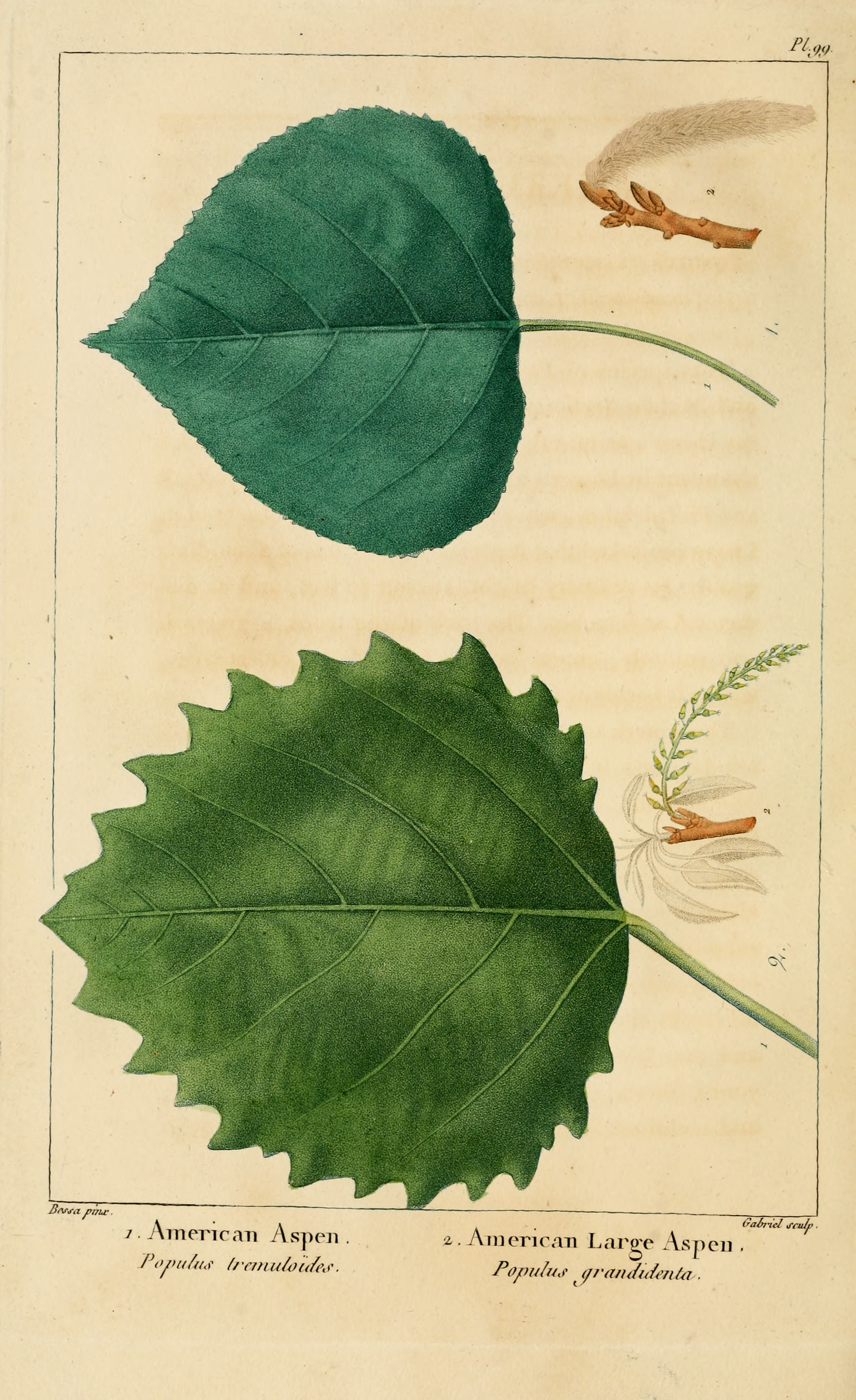
Ботаническая иллюстрация, лист тополя осинообразного (сверху) и крупнозубчатого.

В целом листья похожи на листовые пластинки тополя осинообразного (Populus tremuloides) , но они немного больше и с более крупными зубцами.
Мужские серёжки серовато-белёсые, длиной 4—6 см, с пурпурно-красными пыльниками, выглядят мохнатыми из-за волосистых прицветников. Женские серёжки короче, зеленоватого оттенка, созревая, удлиняются. 
Цветение длится с марта по май; плодоношение идет в мае-июне.

## Экология
Сукцессионный вид, способный восстанавливаться после пожаров, прорастая от уцелевшего корневища. Новообразованные листья на таких проростках много крупнее, чем на взрослых деревьях, заметно опушены и достаточно похожи на листья Populus heterophylla, в связи с чем порой возникает путаница. Позже, когда ростки достигают своего второго или третьего года развития и начинают ветвиться, ложное сходство исчезает. Неизвестно о случаях совместного произрастания в дикой природе этих двух видов.
Морозостойкость до -40 °C.
В культуре с 1772 года.

## Таксономия
Populus grandidentata Michx., Flora Boreali-Americana (Michaux) 2: 243. 1803.

### Синонимы
- Populus dentifolia Kirwan, Rev. Eaux Forêts 5: 135 (1866), not validly publ.
- Populus grandidentata f. coelestina Tidestr., Rhodora 16: 205 (1914)
- Populus grandidentata f. meridionalis Tidestr., Rhodora 16: 205 (1914)
- Populus grandidentata f. septentrionalis Tidestr., Rhodora 16: 205 (1914)
- Populus grandidentata var. angustata Vict., Contr. Inst. Bot. Univ. Montréal 16: 14 (1930)
- Populus grandidentata var. subcordata Vict., Contr. Inst. Bot. Univ. Montréal 16: 16 (1930)
- Populus tremula subsp. grandidentata (Michx.) Á.Löve & D.Löve, Taxon 31: 120 (1982)